# Quercus augustinii
Espèce
Classification phylogénétique
Quercus augustinii est une espèce d'arbres du sous-genre Cyclobalanopsis. L'espèce est présente, en Chine, au Myanmar, au Laos, au Viêt Nam.